# Jižní Kalifornie
Jižní Kalifornie (anglicky Southern California, SoCal) je geografický a kulturní region na jihu Kalifornie, ve Spojených státech amerických. Zahrnuje deset nejjižněji položených kalifornských okresů (counties): Imperial, Kern, Los Angeles, Orange, Riverside, San Bernardino, San Diego, San Luis Obispo, Santa Barbara a Ventura.
Jižní Kalifornie je spolu s metropolitní oblastí Sanfranciského zálivu hlavním ekonomickým a kulturním centrem státu Kalifornie. Po tzv. severovýchodním megalopolis, které zahrnuje metropolitní oblast New Yorku, je Jižní Kalifornie nejlidnatější oblastí Spojených států.